# Who Cares (1925)
Who Cares é um filme mudo norte-americano de 1925, produzido e distribuído pela Columbia Pictures e estrelado por Dorothy Devore. É preservado na coleção da Biblioteca do Congresso. É baseado em um romance de Cosmo Hamilton, que já havia sido filmado em 1919 como Who Cares?.

## Elenco
- Dorothy Devore - Joan
- William Haines - Martin
- Lloyd Whitlock - Gilbert Palgrave
- Beverly Bayne - Sra. Hosack
- Wanda Hawley - Irene
- Vola Vale - Tootles
- Charles Murray - Greaves (creditado como Charlie Murry)
- Vera Lewis - Avó Ludlow
- Ralph Lewis - Avô Ludlow
- William Austin - Dr. Harry Oldershaw
- Carrie Clark Ward - Dona de casa